# Kickxia somalensis
Kickxia somalensis är en grobladsväxtart som först beskrevs av Wilhelm Vatke, och fick sitt nu gällande namn av Cuf.. Kickxia somalensis ingår i släktet spjutsporrar, och familjen grobladsväxter. Inga underarter finns listade i Catalogue of Life.